# Eversmeer
Eversmeer település Németországban, azon belül Alsó-Szászország tartományban. Lakosainak száma 845 fő (2023. december 31.).

## Népesség
A település népességének változása:
| Lakosok száma | 851  | 834  | 841  | 850  | 845  |
|               | 2016 | 2019 | 2021 | 2022 | 2023 |